# Hamadã (província)
Hamadã (em persa: همدان; romaniz.: Hamadan) é uma província do Irã sediada em Hamadã. Tem 19 368 quilômetros quadrados e segundo censo de 2019, havia 1 771 000 residentes. Se divide em nove condados.